# BMW-Vierzylinder
Der BMW-Vierzylinder (auch BMW-Turm und BMW-Hochhaus genannt) ist das Hauptverwaltungsgebäude und Wahrzeichen des Fahrzeugherstellers BMW in München. Das Gebäude ist 101 m hoch und hat einen Durchmesser von 52,30 Meter. Es hat insgesamt 22 Geschosse, davon zwei Kellergeschosse und 18 Bürogeschosse.
Das BMW-Hochhaus steht am Petuelring im Münchener Bezirk Am Riesenfeld, in unmittelbarer Nähe zum Münchner Olympiagelände. Direkt neben dem BMW-Vierzylinder befindet sich das BMW Museum, gegenüber in der Lerchenauerstraße die BMW Welt.

## Konstruktion
Das BMW-Hochhaus besteht aus vier in Kreuzform nebeneinander angeordneten senkrechten Zylindern, wobei jeder Zylinder nochmals durch ein Zurückziehen der Fassade oberhalb der Mitte horizontal geteilt wird. Diese Zylinder stehen nicht direkt auf dem Boden sondern hängen an Kragarmen, die aus den vier Stahlbetonrohren herausragen, die den Kern des Gebäudes bilden. In den Betonrohren sind außerdem Leitungen, Aufzüge und Treppenhäuser untergebracht.

## Geschichte
Das Gebäude wurde im Zeitraum von 1968 bis 1973 erbaut, äußerlich pünktlich zu den Olympischen Sommerspielen 1972 fertiggestellt und am 18. Mai 1973 eingeweiht. Architekt war der Österreicher Karl Schwanzer (1918–1975), der auch das BMW Museum plante. Verantwortlich für die Tragwerksplanung war der Bauingenieur Helmut Bomhard der Dywidag.
Die einzelnen Stockwerke wurden am Boden im Rohbau samt Fassade und Verglasung gebaut und dann nach oben gezogen, so dass die Ausbauarbeiten erfolgen konnten, während darunter das nächste Stockwerk entstand. Dadurch wurden riesige Gerüste gespart und ein erheblicher Zeitgewinn erzielt.
Das BMW-Hochhaus war bei Fertigstellung Münchens höchstes Bürogebäude, wurde jedoch einige Jahre später vom 114 Meter hohen Hypo-Hochhaus übertroffen.
Das seit 1999 unter Denkmalschutz stehende Gebäude wurde von 2004 bis 2006 vom Büro Peter P. Schweger saniert. Am 30. Jubiläum folgte ein „Sanierungs- und Modernisierungsprogramm für das Ensemble mit Hochhaus, der Museums-Schüssel und mit dem Flachbau an der Basis“.

## Sonstiges
Da die BMW-Logos am Gebäude angebracht sind, mussten sie von der Landeshauptstadt München genehmigt werden, die Werbung auf einem Gebäude regelmäßig zu verhindern sucht.
Das futuristische Gebäude stellte im Film Rollerball das Hauptquartier eines von mehreren weltbeherrschenden Megakonzernen dar.

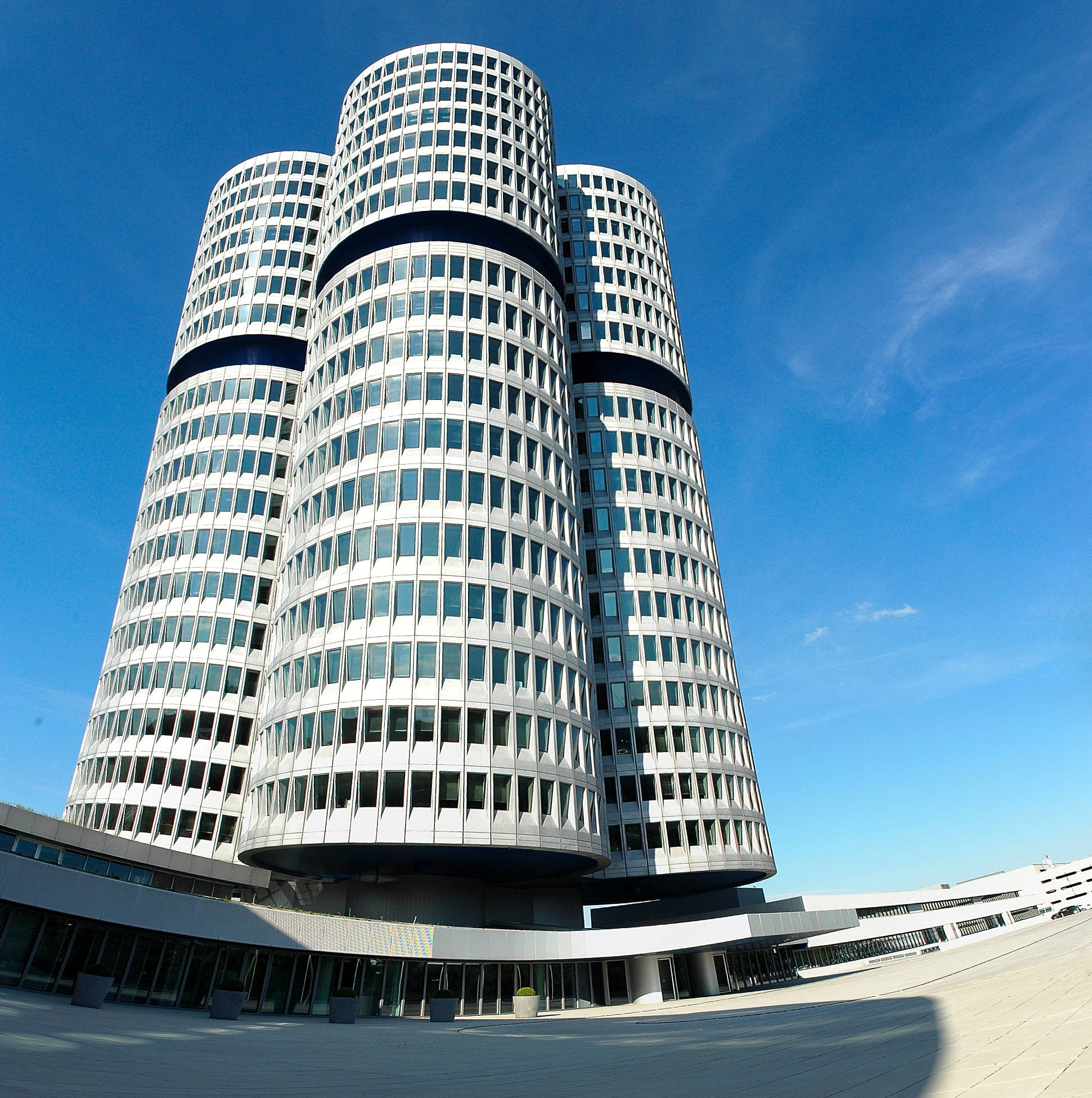
Eingangsbereich
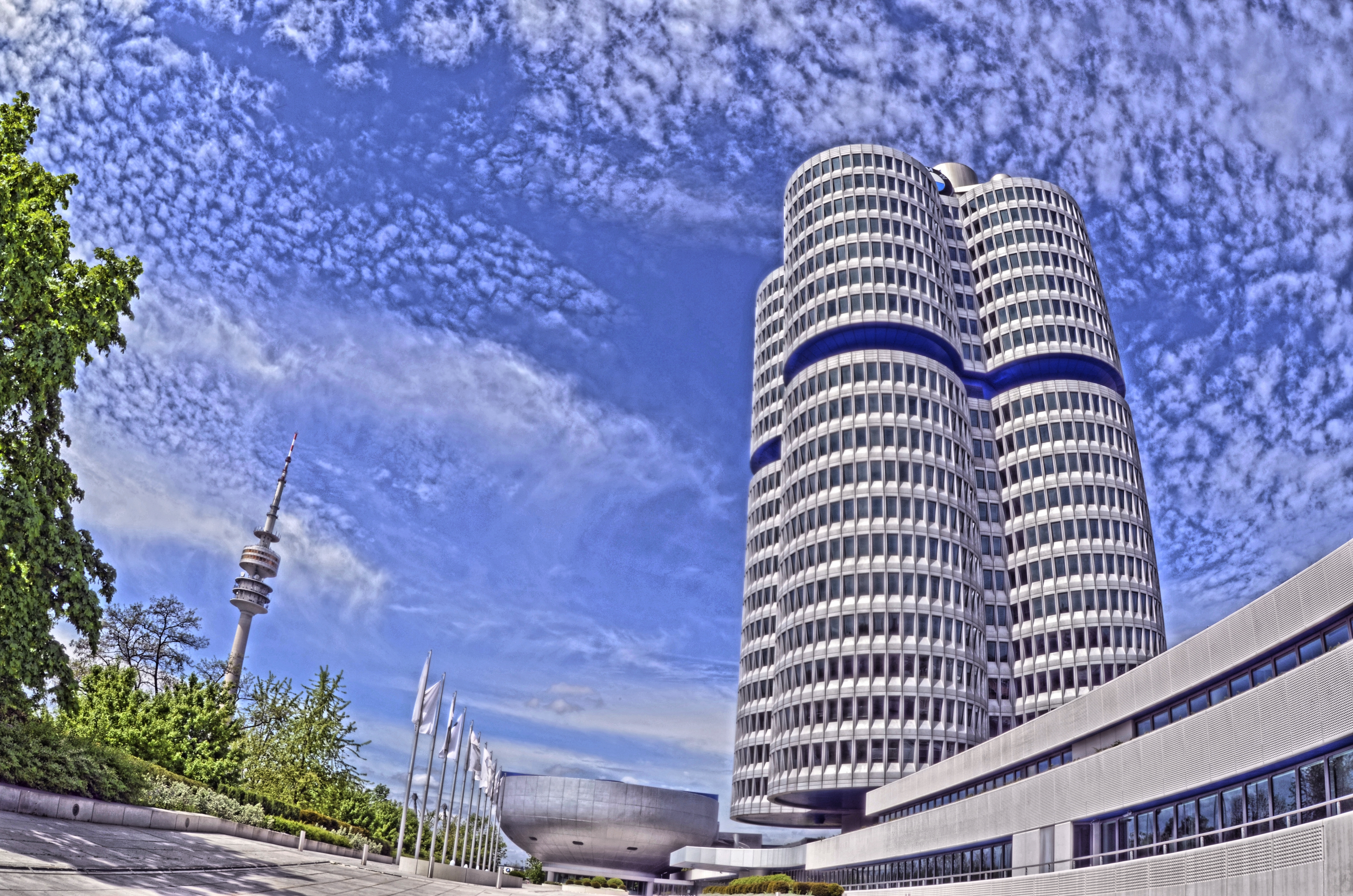
Ansicht von der Ebene des Foyers aus (Bildmitte das BMW Museum; links der Olympiaturm)
BMW-Hauptsitz vom Olympiaturm gesehen, davor das schüsselförmige BMW Museum
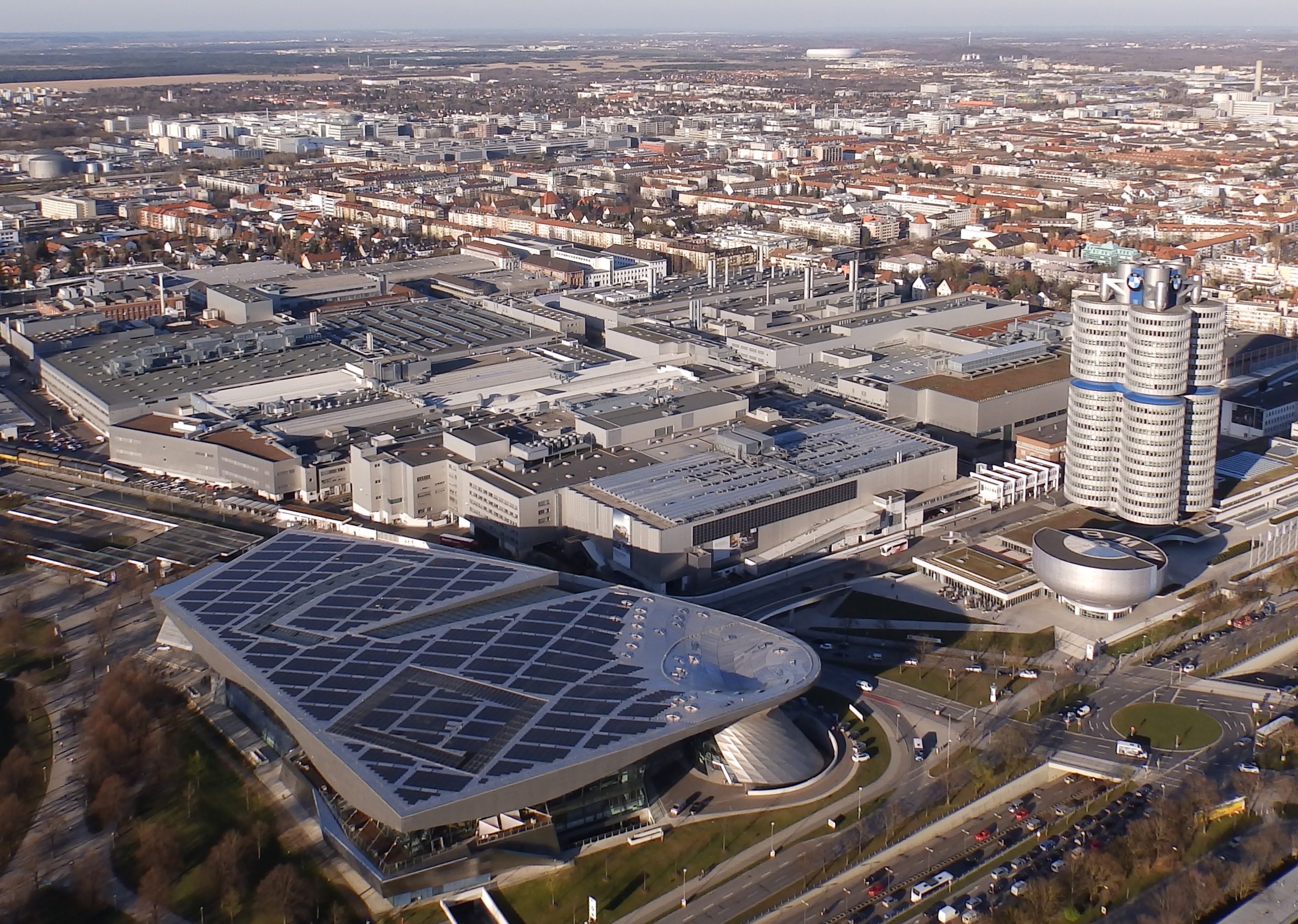
Luftbild des Münchner BMW-Areals mit Vierzylinder (März 2014)
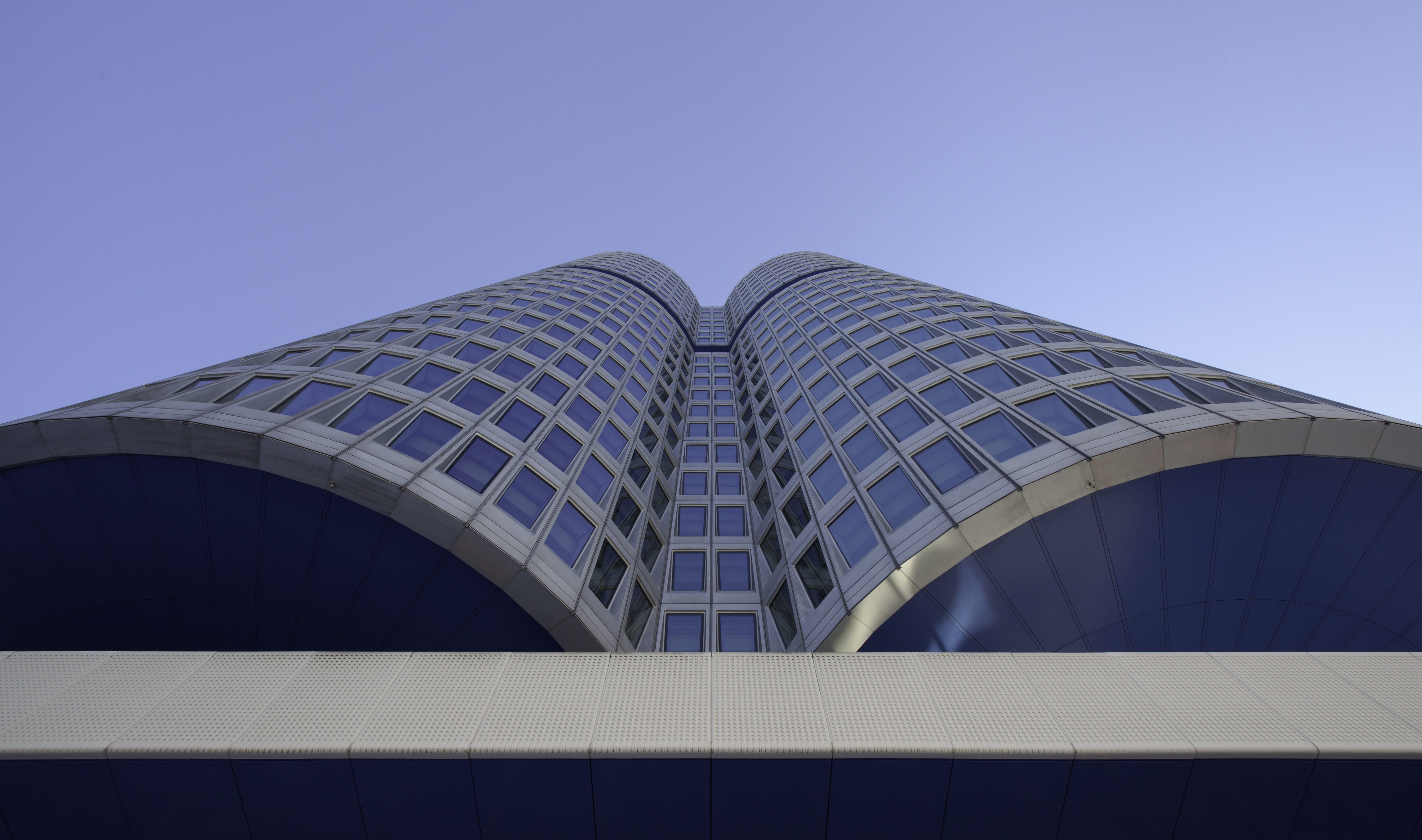
Frontansicht von unten